# Pedethma demiensis
Pedethma demiensis es una especie de insecto coleóptero de la familia Chrysomelidae. Fue descrita en 2000 por Lingafelter & Konstantinov.